# 成虫盘
成虫盘是完全变态的昆虫幼体中一部分组织，将在蛹化时变为成體的各个组成部分。在幼体中，这些盘（disc）状组织将会变为昆虫翅膀、腿、觸角或成體的其它部分。最先被扬·斯瓦默丹发现并命名。
在蛹期，许多幼体结构被分解，成体结构包括成虫盘快速发育。每个成虫盘外翻并延长，盘的中心变成了正在形成的组织结构的末梢部分：翅膀、腿、触角等。幼体阶段的盘的细胞没有显示出分化，但其在成虫时的发育结果早已确定。
试验证明成虫盘是从第三龄幼体开始细分、培养。
对黑腹果蝇的成虫盘的研究引发了发现同源基因，如触角足突变基因，可以导致一个成虫盘的发育目标改变，本来应该长出触角的地方长处了腿。这种发育切换是非常特定的，如腿和触角的切换。研究这类现象导致发现了同源框基因，对理解多细胞动物的起源引发了革命性突破。

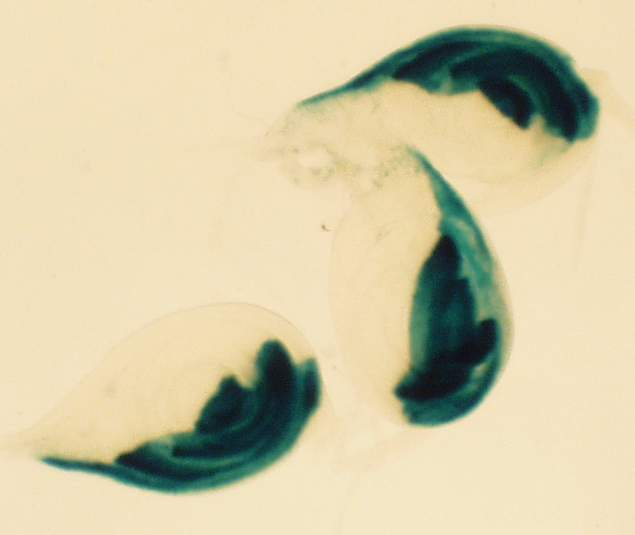
三龄期的果蝇幼体的3个成虫盘，将会形成腿。这些成虫盘用刺猬蛋白（hedgehog-protein）特异染色，以展示这些蛋白的位置。

成虫盘的细胞是的特定组织的祖细胞，在胚胎发育时分配形成，在胚胎与幼体生命期保持沉寂。在果蝇变态发育中，幼体的大部分细胞会死亡，蛹和成虫的组织型态来自“成虫盘”细胞。单个可辨识细胞的克隆分析和细胞发育目标制图技术（fate mapping）展示变态时的气管系统重建模涉及经典的成虫盘细胞群体与分化的、功能性的幼体气管细胞重新进入细胞周期再获发育机能的群体。在晚期幼体，两类细胞群都被激活并扩增，分布并替换老的分支，在成纤维细胞生长因子调控下分化为不同的茎部与螺旋微小气管细胞。因此果蝇蛹与成虫一个单独组织的祖细胞，可以来自早期分配的多功能干细胞与已分化细胞后期反转为多能状态同时存在。

## 延伸閲讀
- Aldaz, Silvia; Escudero, Luis M. . Current Biology. 2010, 20 (10): R429–R431. doi:10.1016/j.cub.2010.03.010 .